# Мычко, Ольга Викторовна
Ольга Викторовна Мычко (бел. Вольга Віктараўна Мычко, 7 сентября 1966, Минск, Белорусская ССР, СССР) — белорусский государственный и политический деятель, врач. Минчанин года (2007).

## Биография
Родилась Ольга 7 сентября 1966 года в столице Белоруссии, городе Минске. Окончила Минский государственный медицинский институт по специальности «Лечебное дело» а также Академию управления при Президенте Республики Беларусь по специальности «Деловое администрирование». Свою трудовую она начала в 36-й городской поликлиники г. Минска. Там она работала врачом и заведующим терапевтическим отделением. После работы в 36-й городской поликлиники работала заместителем главного врача по медицинской части 34-й городской поликлиники г. Минска. После чего возглавляла 18-ю столичную поликлинику. Помимо всего прочего являлась заместителем генерального директора по медицинской части совместного белорусско-американского предприятия ООО «Экомедсервис-Инвест», главным врачом государственного учреждения «Больница паллиативного ухода «Хоспис»». Являлась главным внештатным специалистом по паллиативной медицинской помощи Министерства здравоохранения Республики Беларусь. В 2016 году была избрана генеральным секретарем Белорусского общества Красного Креста на XXIII съезде организации, который состоялся 14 октября в Минске.
Являлась депутатом Палаты представителей Национального собрания Беларуси VI созыва. Округ: Партизанский № 110. Отвечала за законопроект «Об изменении Закона Республики Беларусь «О вспомогательных репродуктивных технологиях».

## Награды и почётные звания
- Минчанин года;
- Почетная грамота Министерства здравоохранения Республики Беларусь;
- Почетная грамота Минского городского исполнительного комитета;
- Нагрудной знак «Выдатнiк аховы здароўя Рэспублікі Беларусь»[2].

## Личная жизнь
Замужем, воспитывает дочку.